# Molí Fariner (Seròs)
El Molí Fariner és una obra de Seròs (Segrià) inclosa a l'Inventari del Patrimoni Arquitectònic de Catalunya.

## Descripció
Restes d'un molí fariner. Es troba en estat ruïnós: conserva algunes restes dels murs, fets amb carreus bastant regulars, part del cacau, algunes restes de la canal d'aigua i l'obertura de la sortida de l'aigua.